# Wolf Hirth

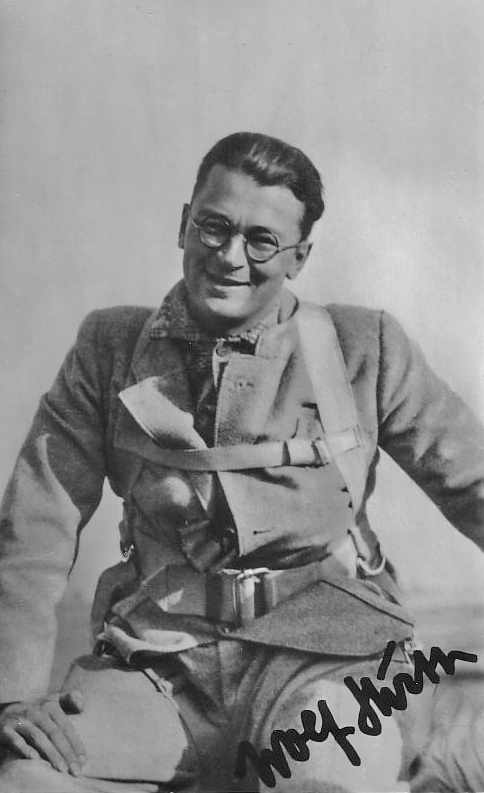
Autogrammkarte Wolf Hirth (vermutlich 1931)

Kurt Erhard Wolfram Hirth (* 28. Februar 1900 in Stuttgart; † 25. Juli 1959 in Dettingen unter Teck) war ein deutscher Ingenieur, Segelflugpionier und Träger des silbernen Segelflugabzeichens Nr. 1. Er war zweifacher Gewinner des Hindenburg-Pokals, Motorradrennfahrer und erster Präsident des Deutschen Aero Clubs nach dem Zweiten Weltkrieg.

## Biografie
Wolf Hirth wurde am 28. Februar 1900 in Stuttgart geboren. Sein Vater, der Ingenieur und Unternehmer Albert Hirth, war flugbegeistert, später produzierte er u. a. einen Flugzeugmotor. Sein 14 Jahre älterer Bruder Hellmuth war vor dem Ersten Weltkrieg ein populärer Flugpionier. Damit hatte Wolf gute Voraussetzungen, um sich unbelastet von materiellen Problemen und mit der Unterstützung des Vaters seinen beiden Leidenschaften Fliegerei und Motorradrennen widmen zu können.
Wolf Hirth wurde Mitbegründer des Aero-Modellclubs, baute Modelle und veranstaltete Anfang des Jahres 1914 einen Modellflug-Wettbewerb, bei dem sein eigenes Modell 56 Meter weit flog. Er beschäftigte sich neben dem Schulbesuch mit der Theorie des Fliegens und versuchte sich am Bau eines Gleitflugzeugs. 1918 legte er das Notabitur ab. Dann ging er kurze Zeit als Praktikant zur Uhrenfabrik Junghans nach Schramberg, in der schon sein Vater tätig gewesen war, und anschließend zur Daimler-Motoren-Gesellschaft in Stuttgart.
In Deutschland war nach dem Ersten Weltkrieg durch den Friedensvertrag von Versailles der Motorflug verboten, der Segelflug war jedoch nicht betroffen. Diese Lücke nützen einige Flugbegeisterte aus und riefen für den Sommer 1920 zu einem Segelflugwettbewerb auf der Wasserkuppe auf. Den Stein ins Rollen gebracht hatten die Dresdner Wolfgang Klemperer und C. W. Erich Meyer, die publizistische und organisatorische Arbeit wurde vor allem von „Rhönvater“ Oskar Ursinus, dem Herausgeber der Zeitschrift „Flugsport“ geleistet. An diesem ersten Rhön-Segelflugwettbewerb beteiligten sich 25 junge Flieger. Finanziert wurde der erste Wettbewerb vom Frankfurter Mäzen Karl Kotzenberg, der auch später die Segelflugbewegung immer wieder finanziell unterstützte.
Wolf Hirth besuchte mit seinem Motorrad die Wasserkuppe, um dem Segelflugwettbewerb als Zuschauer beizuwohnen. Begeistert fuhr er umgehend wieder nach Stuttgart zurück, wo er zusammen mit Paul Brenner und Eduart Ulbert innerhalb von vier Tagen ein Doppeldecker-Gleitflugzeug fertigstellte, das vom Stuttgarter Flugverein zwar bereits 1919 begonnen, aber nie ganz fertiggestellt worden war. (Überlieferungen, er hätte dieses Flugzeug innerhalb von nur fünf Tagen komplett gebaut, stimmen so also nicht.) Dieses Flugzeug konnte noch rechtzeitig zur Wasserkuppe transportiert werden, so dass damit am letzten Tag des Wettbewerbs außer Konkurrenz noch einige kurze Gleitflüge durchgeführt werden konnten. Schriftlich überliefert sind zwar nur Flüge von Paul Brenner, aber es existiert ein Foto, das Wolf Hirth am Start zeigt.
1922 lernte Wolf Hirth auf der Wasserkuppe mit einer Messerschmitt S 12 autodidaktisch fliegen und nahm anschließend mit diesem Flugzeug auch am Wettbewerb teil. Dabei erlitt er durch einen technischen Defekt einen Unfall, bei dem er an den Beinen und am Kehlkopf schwer verletzt wurde. Diese Verletzungen zogen einen mehrmonatigen Krankenhausaufenthalt nach sich und heilten nie mehr völlig aus. Dennoch war Hirth auch später ein regelmäßiger Teilnehmer am Rhönwettbewerb, den er 1932 auch gewann.
Am 8. Juli 1925 wollte Wolf mit einer 1000 cm³ NSU mit Beiwagen für seinen Bruder eine Lichtmaschine bei Bosch abholen; er streifte dabei mit dem Beiwagen das Trittbrett einer Straßenbahn. Das linke Bein wurde schwer verletzt und musste über dem Knie amputiert werden. Während dieses Krankenhausaufenthalts gründete er die Akaflieg Stuttgart. Trotz seiner Beinprothese blieb Wolf Hirth aktiver Segelflugpilot und fuhr mit Prothese auch weiter Motorradrennen (1926: Sieg in der 250-cm³-Klasse beim AVUS-Rennen in Berlin).
Am 1. Mai 1928 folgte Abschluss seines Studiums mit dem akademischen Grad Dipl.-Ing., technischer Berater beim Württembergischen Luftfahrtverband. Anschließend nahm er an einem Segelflugwettbewerb in Vauville in Frankreich teil, wo er einen vierfachen Sieg davontrug. Zu dieser Zeit wandte er sich auch wieder dem Motorflug zu und errang neben anderen Preisen auch den Hindenburg-Pokal. 1930 unternahm er mit einer Klemm-Maschine einen Motorflug, der ihn mit Zwischenstationen in England, den Orkney-Inseln, Island, Grönland, Labrador und Québec nach Nordamerika führen sollte. In Island musste er aber erfahren, dass die dänische Regierung entgegen früheren Zusagen auf einer Kaution von 10.000 Kronen bestand (als Sicherstellung der Kosten einer möglicherweise nötigen Suchaktion), um auf Grönland landen zu dürfen. Da Wolf Hirth diese Summe nicht aufbringen konnte, musste er seinen Plan aufgeben.
1930 reiste Hirth in die USA. Dort entdeckte er während eines Fluges in Blauthermik die Technik des „Steilkreisens“, als Voraussetzung zur effizienten Ausnützung von thermischen Aufwindkaminen. (Bis dahin hatte man geglaubt, man müsse weite, flache Kreise fliegen, um das Eigensinken des Segelflugzeugs möglichst klein zu halten.)

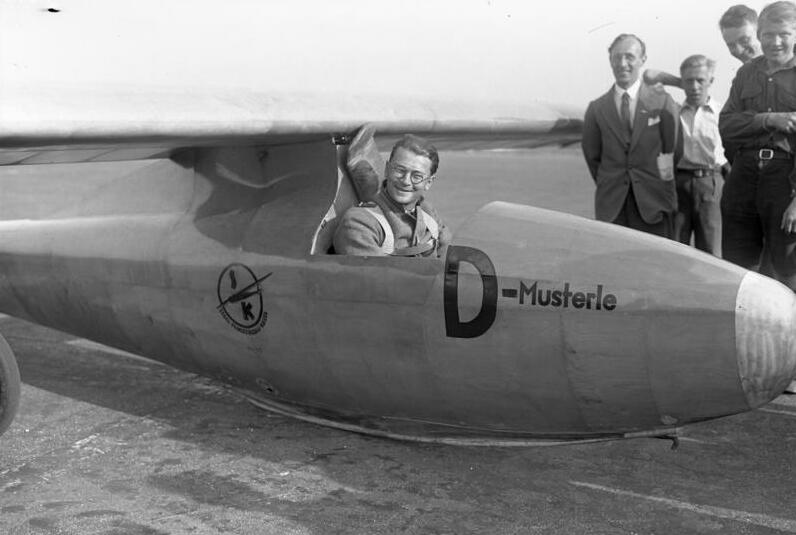
Wolf Hirth im Segelflugzeug „Musterle“ in Berlin, 1931

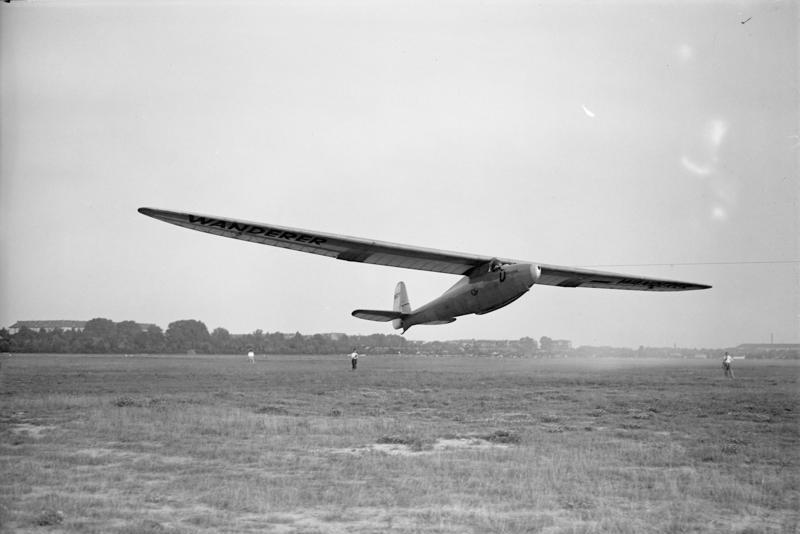
Wolf Hirth startet mit der „Musterle“ zum Flug über Berlin, 1931

Am 10. März 1931 kurz vor 16 Uhr startete Hirth in New York mit Gummiseil am Ufer des Hudson und flog während einer halben Stunde im Hangwind des Hudson-Ufers um dann an den Hochhäusern auf über 300 Meter Höhe zu steigen (Originalaufzeichnungen Wolf Hirth).
Nach Deutschland zurückgekehrt, übernahm Wolf Hirth die Leitung der Segelflugschule in Grunau, wo 1931 unter anderen die 19-jährige Hanna Reitsch und der ebenfalls 19-jährige Wernher von Braun zu den Flugschülern zählten. Beim „Rhön-Wettbewerb“ 1931 flog Hirth von der Wasserkuppe bis Koblenz und landete an der Mosel – eine Strecke von nahezu 200 Kilometern. Im gleichen Jahr wurde Hirth das neu geschaffene Internationale Silberne Segelflugabzeichen (Silber-C) Nr. 1 und ein Jahr später – 1932 – für seine wissenschaftlichen und sportlichen Leistungen im Segelflug der Hindenburg-Pokal verliehen. Damit ist Wolf Hirth der einzige Flieger, der diesen Pokal sowohl für den Motor- wie für den Segelflug erhielt.
Am 18. März 1933 sah Hirth von Grunau aus, wie Hans Deutschmann längere Zeit über der Stadt Hirschberg segelte und dabei eine erstaunlich große Höhe erreichte, obwohl offensichtlich keine Thermik vorhanden war und es sich – in der Ebene – auch nicht um Hangaufwind handeln konnte. Hirth ließ sich in einem Grunau Baby dorthin schleppen und begann, das Aufwindfeld systematisch zu erkunden. Hirth interpretierte das Phänomen korrekt als Leewelle und publizierte seine Erkenntnis. Dadurch war auch die dort regelmäßig erscheinende Moazagotl-Wolke endlich erklärt. Bisher hatte es darüber zwar Theorien gegeben, die aber alle ungesichert waren, da sie lediglich auf Vermessungen vom Boden und auf theoretischen Überlegungen beruhten. Diese Flüge von Deutschmann und Hirth sind also als die ersten bewussten Wellenflüge anzusehen. (Vermutlich waren schon frühere Flüge an der Düne von Rossitten Wellenflüge gewesen, aber nicht als solche erkannt worden.)
Wenige Jahre später, als während eines Segelflugwettbewerbs in Grunau eine Wellenlage aufkam, unterbrach Wolf Hirth den Wettbewerb für diesen Tag und beauftragte stattdessen die teilnehmenden Wettbewerbspiloten, das Gebiet systematisch abzufliegen und die angetroffenen Aufwindwerte sorgfältig zu dokumentieren, wobei er jedem Piloten ein Teilgebiet zur Untersuchung zuwies. Mit dieser Aktion gelang es, die Aufwindwerte von Primär- und Sekundärwelle sowie auch die dazwischenliegende Abwindzone genau zu kartieren, wodurch nicht nur die grundsätzliche Existenz eines Wellensystems endgültig bewiesen war, sondern auch seine Ausmaße sowie die Aufwindwerte quantitativ dokumentiert waren.
Hirth nannte sein 1933 gebautes Segelflugzeug dann „Moazagotl“ und erreichte beim Rhön-Segelflugwettbewerb 1933 den 1. Fernsegelflugpreis, mit geflogenen 176 Kilometern. Seinem Freund dem österreichische Segelflugpionier Robert Kronfeld, bot er, in großer Kameradschaft, seine Maschine für den Wettbewerb an. Kronfeld lehnte dieses Angebot ab, da er durch seine jüdischen Wurzel Hirth nicht in Schwierigkeiten bringen wollte. Mit diesem Segler nahm Hirth auch 1934 an einer Südamerikaexpedition teil, die von Walter Georgii organisiert worden war und an der auch Heini Dittmar, Peter Riedel (1905–1998) und Hanna Reitsch teilnahmen.
1935 reiste Wolf Hirth auf Einladung nach Japan, um für den Segelflug zu werben und als Fluglehrer tätig zu sein. Dort wurde er auch von Kaiser Hirohito empfangen.
1935 unterstützte Hirth seinen Freund Martin Schempp bei der Gründung des Unternehmens Sportflugzeugbau Göppingen Martin Schempp. Die ersten von Schempp produzierten Segelflugzeuge waren der kunstflugtaugliche Übungseinsitzer Gö-1 „Wolf“ und das Leistungssegelflugzeug Gö-3 „Minimoa“, beide von Wolf Hirth konstruiert. 1938 trat Wolf Hirth, hauptsächlich verantwortlich für die Konstruktion, offiziell als Teilhaber in das Unternehmen ein, das dann auch den neuen Namen Sportflugzeugbau Schempp-Hirth annahm. Im selben Jahr zog es nach Kirchheim unter Teck um.
Da Hirth schon lange die Idee eines Volksflugzeugs verfolgt hatte, baute er den Motorsegler „Hirth Hi-20 MoSe“ nach seinem 1935 eingereichten Patent. Es war das erste Segelflugzeug mit schwenkbarem Hilfstriebwerk.

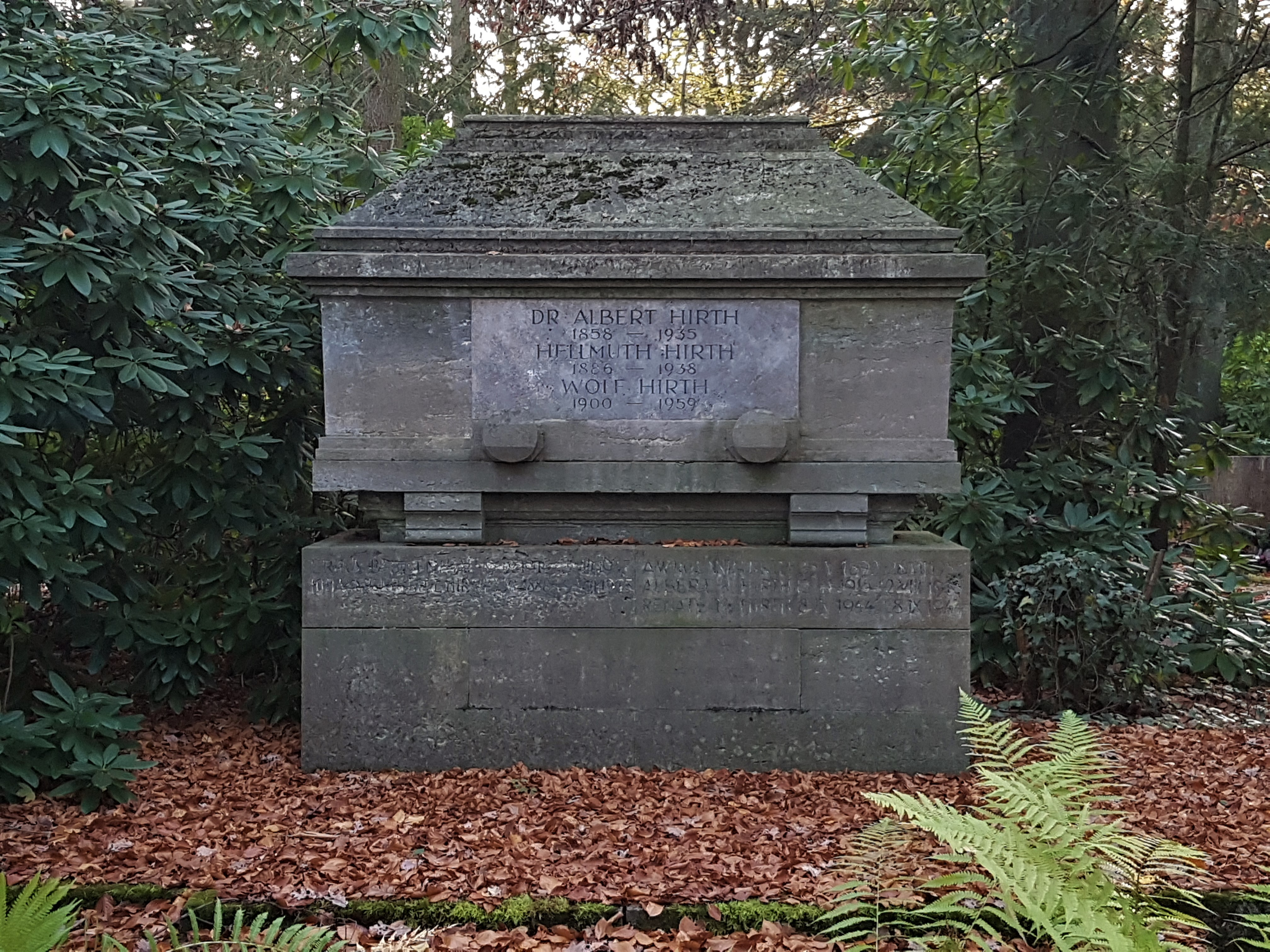
Grabstätte auf dem Waldfriedhof in Stuttgart

Alle Entwicklungen wurden durch den Ausbruch des Zweiten Weltkriegs abrupt beendet. Nach Ende des Krieges überbrückte Hirth die Zeit, bis die Nachfrage nach Segelflugzeugen wieder aufkam, mit der Produktion von Kunststoffschüsseln, Kinderwagen, Sesseln, Kücheneinrichtungen und Wohnwagen. 1950 wurde der Deutsche Aero Club gegründet, dessen erster Präsident Wolf Hirth wurde. Bereits 1951 nahm er die Produktion des Segelflugzeugs Gö-4 (Konstrukteur Wolfgang Hütter) wieder auf. Sein auch weiterhin großer Einsatz für den Gedanken des Flugsports wurde 1958 mit der Verleihung der Lilienthal-Medaille durch die Fédération Aéronautique Internationale gewürdigt.
Am 25. Juli 1959 erlitt Wolf Hirth während eines Segelflugs in einer Lo 150 einen Herzinfarkt und stürzte dadurch in der Nähe von Dettingen unter Teck tödlich ab. Er wurde auf dem Waldfriedhof in Stuttgart-Degerloch bestattet.

## Ehrungen
- 1929 Hindenburg-Pokal für seine Leistungen im Motorflug, unter anderem für seinen Island-Flug
- 1932 Hindenburg-Pokal für Verdienste um den Segelflug
- 1936 Ehrenring des Vereins Deutscher Ingenieure (VDI)[4]
- 1958 Lilienthal-Medaille für seine Gesamtverdienste um den Segelflug[5]
- Segelflieger-Abzeichen C mit silbernem Kranz der Rhön-Rossitten-Gesellschaft[6]
- In zahlreichen Ortschaften Baden-Württembergs wurden Straßen nach Wolf Hirth benannt.
- Unter anderem in Bartholomä, Bettringen, Böblingen, Ditzingen, Leinzell, Leonberg, Kirchheim/Teck und Schramberg gibt es eine Wolf-Hirth-Straße, außerhalb Württembergs in Gersfeld (Rhön) und in Fulda.
- In Kiel-Holtenau gibt es eine Hirthstraße.[7]
- 1960 Wolf Hirth Gedächtnisstiftung

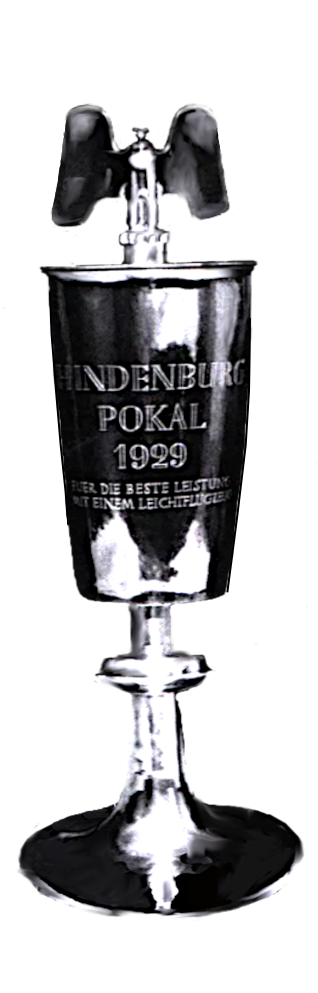
Hindenburg-Pokal 1929
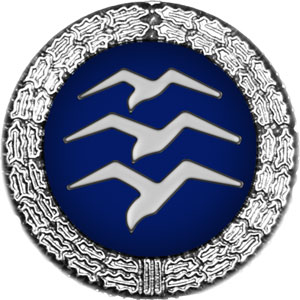
Segelflieger-Abzeichen C mit silbernem Kranz
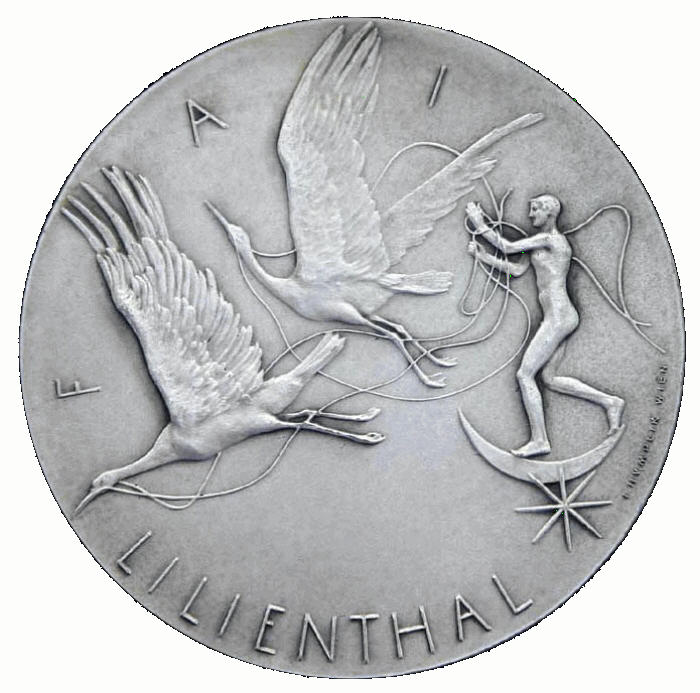
Lilienthal-Medaille

## Schriften
- Die hohe Schule des Segelfluges. Eine Anleitung zum thermischen, Wolken- und Gewitter-Segelflug. Klasing, Berlin, 3. Aufl. 1935. Digitalisat
- Handbuch des Segelfliegens. Franckh’sche Verlagsbuchhandlung, Stuttgart 1938. (zahlreiche Auflagen)
- Wolf Hirth erzählt: die Erlebnisse unseres erfolgreichen Meister-Fliegers. Weise, Berlin 1938. Digitalisat

## TV-Dokumentationen über Hirth
- TV-Doku – Erfindungen im Südwesten – Große Ideen – kleine Flops: Geistesblitze von A bis Z., Produktion: SWR Fernsehen, Erstsendung: 16. Mai 2016, auf youtube.com (komplette Doku 1:28:50 Stunde)